# 運

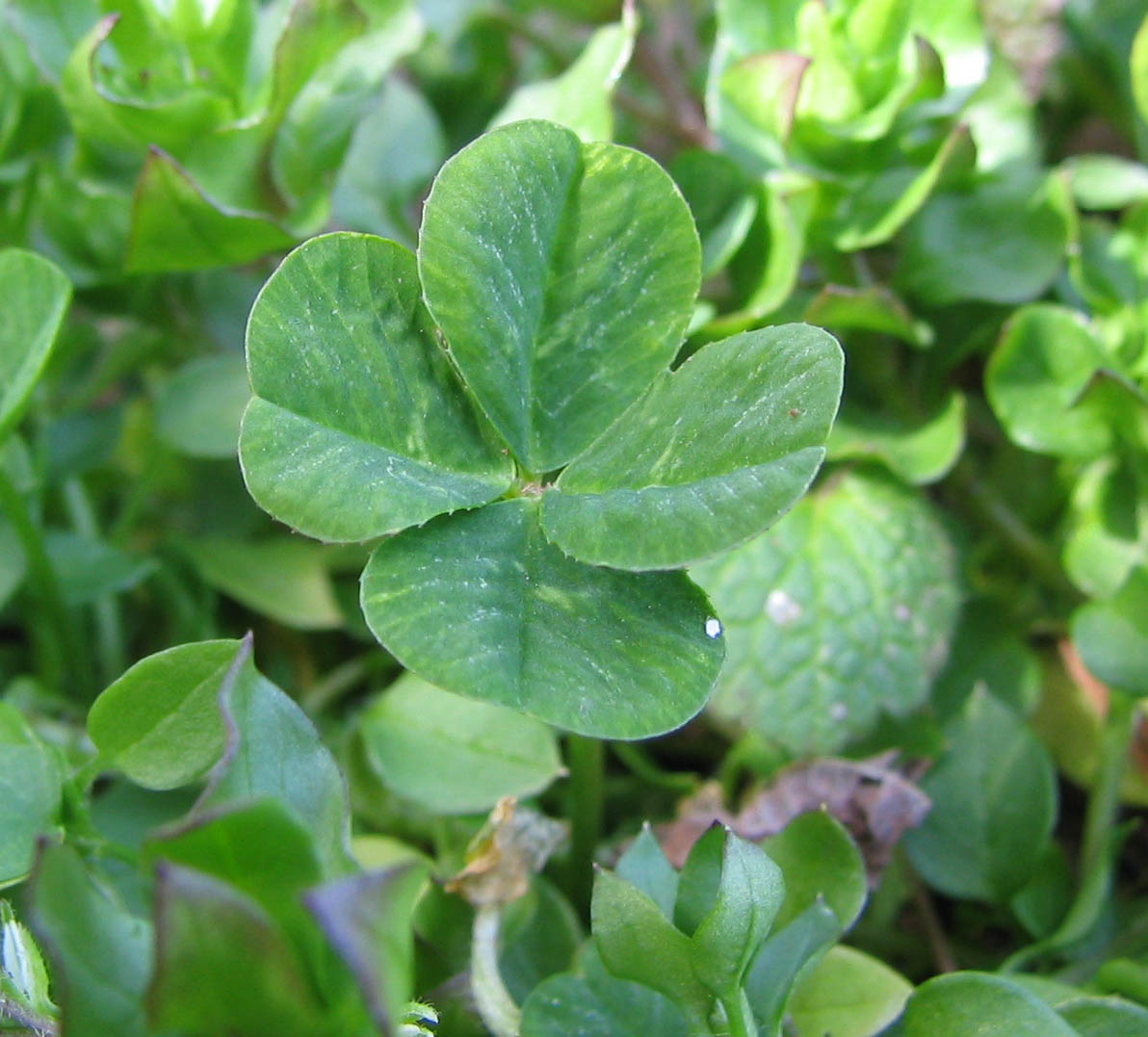
四つ葉のクローバーは幸運のしるしとされる。

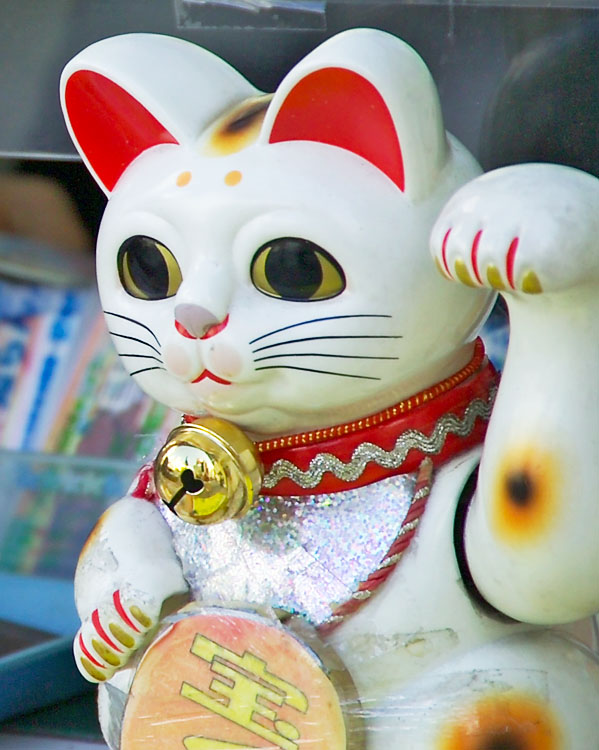
招き猫は日本では幸運をもたらすとよく信じられている。

運（うん）とは、その人の意思や努力ではどうしようもない巡り合わせを指す。

## 概説
運が良い（幸運・好運）とは到底実現しそうもないことを、偶然実現させてしまうことなどを指す。運が悪い（不運・悲運）とは、楽しみにしていた旅行の当日に、発病してしまうことなどを指す。占いや、神社・寺院のおみくじは、この運を予言する力があるとされる。
勝負事などで運が良いことは「付き」（つき、ツキ）、「付いている」などともいう。ものごとが滞りなく行われること、かよい。
運には「運が良かった」などと過去の状況説明として用いられる場合と、「運の強い男」など個人の特性を説明するために用いる場合がある。「運」を用いた説明は好ましくない（妥当でない）と考える者もおり、「運」に関する信念の違いがおのおのの表現には反映されている。「運」を統制することができるかについての主観的な感覚にも個人差があり、合理的な努力の成果やポジティブシンキングの結果として運を掴まえる者もいる。一方でギャンブルのような統制可能性が低いものでさえ、何らかの努力で成功を得られると考える者がおり、因果関係ぬきで結果に対して満足感を得るために自分の行動に張るラベリングとして「努力」概念を導入し、不確実な事象の結果として満足が得られない者が「運が弱い」などと呼称することがある。
決定論の一つである因果的決定論に立てば、実は幸運や不運の意味はなく、過去や未来はすべて決定されているという考え方になる。ラプラスの悪魔に代表されるような存在によって結果はすべて見通されているということになる。ただし未来を見通す力がない人間にとってはどのような未来が到来するかは不確かであり、その意味で運が生じる。現在では古典物理学の決定論は否定され、量子論では起きる事象は確率的である。
世俗的なものの考えでは物の道理をよくわきまえ人情に通じ、確率的な危険性を適切に回避するなり他者の妨害を回避しながら、あるものごとを上手く成就させる才能と考えることもできる。但しこの視点はあくまで結果論による定義であり、運のよい人物が先験的に判別しうるかどうかはわからない。何事かをなす場合、うまくやる人とうまく出来ない人がおり、その理由がよく説明できないさいに「運が良い」「運が悪い」などと評論することがある。客観的に見て明らかに「運が良い」手法･手段、「運が悪い」手法･手段は存在するが、話者にとって判然としないものは「運」で語られることが多い。

## 意志と運
意志の力や祈りで運（幸運・不運）を変更できるとする主張が多い。歴史上数多くの実験が繰り返されており、またアメリカなどのカジノでは常に情報を集計している。意志の力や祈りなどで運を変更できれば良いとする気持ちは多くの人間が持っている感情であるが、そのような事が可能であるとする証拠は一切ない。また、事前に運を知ることができるとする主張も同様である。小説や漫画などの世界では、このようなことが可能であることを前提とした物語が多い。
人の人生は生まれたときから、運に支配されていると言われており生年月日、出生地、性別、血液型、容姿などは運により決定づけられるとする話が多いが、このような話には曖昧さがつきまとう。決定論的に人間の一生の運勢が出生時に決まっているのか、それとも生まれた時に大体の運勢は決まっていて細部で運勢が上下するのか、また運勢が決定されるメカニズムの問題等、多数の問題点がある。

## 運の流れ
運には「流れ」があるとする主張がある。つまり、運が良くなると良い傾向が続き、運が悪くなると悪い傾向が続くとする主張である。麻雀などのギャンブルで多用される考え方である。だが、これは錯覚の一種であるとする主張もある。人間はランダムな現象からも一定の法則を錯覚により見いだしてしまう。人間の主観ではなく、冷徹な統計学処理においてはカジノでの統計でも運の流れのようなものは見いだされていない。
この運の流れを事前に知ることができるとする主張もあり、人々を惹きつけるが、このような行為が可能であるとする確証は一切無い。
ここで良く誤解されるのは運の偏りである。完全にランダムな現象でも、そこに一定の傾向を見いだすことができるのである。たとえば、1枚のコインを投げて地面に落とし、表か表かどちらが出るかを見る行為でも、双方の面が出る確率がそれぞれ0.5であっても
裏、表、裏、表…　
などのように表裏が均等に現れることは逆に少なく、どちらか一方に偏りが起きる。実際には
裏、表、表、表、裏、裏…
などのように現れることがほとんどである。人間はこのランダムな現象の「ゆらぎ」に規則性を見いだしてしまうのである。実際にプログラマに乱数用のプログラムとして使用されているメルセンヌツイスターでプログラムを作成し、上記のコイン投げをシミュレートした例を提示してみると次のようになる。
表、表、裏、裏、裏、裏、裏、表、裏、表、表、裏、表、表、表、表、裏、…
多くの人にとって上の結果は「異様に表か裏に偏っている・分布が固まっている部分がある」と感じられるのではないだろうか。実はこれは錯覚の一種であり、クラスター錯覚という。クラスター錯覚から理屈を組み立ててしまうことをテキサスの射撃手の誤謬と呼ぶ。ギャンブルなどで負けがこみ、サンクコストが発生しているさいにはこの種の誤謬に陥りやすい。

## 特権と運
成功における運の役割を無視することは、特権階級の形成につながるという議論が学術界には存在する：この見解では、運の要素を適切に認識することが、特権階級の固定化を解消する一助になるとされている。
しかし、運の誤認には差別につながる危険性も指摘されている。特に、女性や人種的マイノリティの成功が、個人の努力や能力ではなく、運によるものだと過小評価されるケースが見られる。
また、根本的な帰属の誤り（fundamental attribution error）の観点からは、社会的弱者とされるグループ（例：女性や人種的マイノリティ）が成功するには、マジョリティの成功者よりも優れた能力や努力が必要であるという指摘もある。

## ジンクス・まじない
ジンクスやまじないには何らかの手段で、運あるいは運の流れを自分に有利な方向に変更できるとする行為がある。ジンクスやまじないの一部には科学的根拠があり有効性が確認されているものもあるが、運に関する事柄の多くは上記のような間違いに起因するものが多い。

## その他
- 運に関連したことわざとして、「運に兵法（優れた戦術・策戦も強運者には勝らない）」がある（鈴木棠三 広田栄太郎 編 『故事ことわざ辞典』 東京堂出版 1968年 p.123）。
- 運に関係したビジネスには、社会通念上正当化されるものから、悪徳商法まで様々なものがある。